# Ricochet (site web)
Pour les articles homonymes, voir Ricochet.
Ricochet (www.ricochet-jeunes.org) est un site web indépendant à but non lucratif consacré à la littérature jeunesse francophone et ses acteurs. La plateforme se compose principalement d’une base de données référençant une grande partie de la production éditoriale consacrée à la jeunesse, ainsi que des avis de lecture. On y trouve également des pages consacrées aux auteurs et illustrateurs, éditeurs, prix littéraires et ouvrages de recherche. Enfin, Ricochet est aussi un magazine en ligne publiant régulièrement articles, interviews, vidéos et actualités liés au monde de la littérature jeunesse francophone. Le site est géré par l’Institut suisse Jeunesse et Médias ISJM depuis mars 2012.

## Historique

### Création
Le site de Ricochet est créé en 1994 à Charleville-Mézières (Ardennes) par le Centre international d’études en littérature de jeunesse (CIELJ),. Deux personnes sont à la tête de ce projet : Janine Despinette, critique et chercheuse spécialisée en littérature jeunesse, qui était alors la co-présidente du CIELJ, et Henri Hudrisier, enseignant et chercheur. Dans sa première version, le site de Ricochet (Réseau International de Communication entre Chercheurs Travaillant en littérature jeunesse) avait pour but principal de réunir les professionnels du milieu de la littérature jeunesse sur une plateforme de communication disposant des nouvelles technologies de l’époque. Inauguré officiellement en 1998, le site rencontre rapidement un grand succès et continue d’évoluer en parallèle au CIELJ et en fonction des avancées technologiques. Dans les années qui suivent, Ricochet élargit peu à peu son contenu afin, désormais, d’atteindre un public plus vaste qui ne se limite plus seulement aux professionnels du livre jeunesse, mais également aux parents et autres amateurs du genre.

### Transfert de Ricochet en Suisse
Tandis que le succès de Ricochet continue d’augmenter au point de nécessiter le support d’un nouveau serveur, le CIELJ, quant à lui, fait face à des difficultés financières grandissantes à la suite de la suppression de subventions publiques, ce qui finira par causer sa dissolution en 2010,,. L’existence même de Ricochet se voit alors également mise en péril, puisque le site était jusqu’ici encore dépendant de l’association,. Refusant de laisser Ricochet à la dérive, l’auteur et illustrateur suisse Étienne Delessert, président du CIELJ depuis juin 2008, entreprend de trouver un repreneur disposé à prendre la relève quant à la gestion du site,. C’est chose faite en mars 2012, après une longue procédure légale qui se conclut par le transfert de Ricochet en terres helvétiques pour passer entre les mains de l’Institut suisse Jeunesse et Médias ISJM, organisation à but non lucratif qui se consacre à la recherche, documentation et promotion de la littérature jeunesse,,,,.

### De la refonte de 2017 à nos jours
Au cours de l’année 2017, Ricochet est entièrement remanié lors d’une refonte qui a pour but principal d’améliorer l’ergonomie et l’interface du site. Plusieurs fonctionnalités sont alors ajoutées, permettant aux internautes d’utiliser la base de données de Ricochet comme un véritable moteur de recherche, et de retrouver plus facilement un ouvrage en fonction d’un thème, un auteur, un mot-clé ou encore selon l’âge ciblé, etc. Le site se voit également enrichi d’une fonction « ma bibliographie », permettant aux visiteurs de créer leur propre liste de lecture, ainsi que d’une page consacrée à la scène suisse, mettant en avant les divers aspects de la création helvétique pour l’enfance et la jeunesse.
Aujourd’hui, le site de Ricochet contient un catalogue qui, sans être exhaustif, est mis à jour quotidiennement, et qui inclut plus de 64 000 fiches de description d’ouvrages, 17 000 biographies d’auteurs et illustrateurs et près de 2 000 pages de présentations de maisons d’édition de toutes envergures et provenant de différents pays francophones (France, Suisse, Belgique, Canada, et certaines régions d’Afrique, notamment). Chaque ouvrage est répertorié par thèmes, âge-cible, éditeur, auteur(s) et illustrateur(s) ou, le cas échéant, par prix littéraires. Environ un tiers des livres catalogués fait également l’objet d’un avis de lecture, écrit par des rédacteurs indépendants qui peuvent à leur tour choisir de mettre en avant les ouvrages ayant retenu leur attention en les intégrant à la « sélection des rédacteurs »,. 
En plus de sa base de données, Ricochet publie du contenu inédit pour son magazine en ligne, incluant articles, vidéos, interviews d’auteurs et d’éditeurs, ainsi que des actualités liées au monde de la littérature jeunesse francophone. En outre, depuis l’arrêt de la publication de sa revue Parole en 2016, l’Institut suisse Jeunesse et Médias ISJM a choisi de développer davantage la partie magazine du site. Ainsi, après avoir mis en place un comité de rédaction, le site publie depuis 2017 deux dossiers thématiques par année qui se composent d’articles, interviews et bibliographies visant à mettre en lumière un aspect spécifique de la littérature jeunesse,.